# Lymeon caney
Lymeon caney là một loài tò vò trong họ Ichneumonidae.